# Бриггс, Николас
Николас Бриггс (род. 29 сентября 1961 года, Линдхёрст, Хэмпшир, Англия) — британский актёр и писатель, преимущественно ассоциированный с научно-фантастическим телесериалом «Доктор Кто» BBC и большинством его спин-оффов, где является голосом далеков и киберлюдей. Иногда пользуется псевдонимом Артур Уоллис. Женат на Элизабет Сплуйден.

## Фильмография
| Год          |     | Русское название                     | Оригинальное название           | Роль                                                                             |
| ------------ | --- | ------------------------------------ | ------------------------------- | -------------------------------------------------------------------------------- |
| 2002         | с   | Лига джентльменов                    | The League of Gentlemen         | работник садового центра                                                         |
| 2005 — н. в. | с   | Доктор Кто                           | Doctor Who                      | далеки киберлюди джудуны ледяные воины Сознание Нестин Джаграфесс зайгоны Влинкс |
| 2006         | с   | Тардисод                             | Tardisode                       | далек                                                                            |
| 2008         | ф   | Шпана 2                              | Adulthood                       | Макс                                                                             |
| 2009         | с   | Торчвуд                              | Torchwood                       | Рик Йейтс                                                                        |
| 2009         | с   | Приключения Сары Джейн               | The Sarah Jane Adventures       | капитан Тайбо                                                                    |
| 2010         | ф   | 4.3.2.1.                             | 4.3.2.1.                        | Барри                                                                            |
| 2010         | ки  | Doctor Who: The Adventure Games      | Doctor Who: The Adventure Games | далеки, киберлюди, Освальд                                                       |
| 2013         | тф  | Приключение в пространстве и времени | An Adventure in Space and Time  | Питер Хокинс (голос далеков)                                                     |
| 2013         | кор | (Почти) Пять Докторов: Перезагрузка  | The Five(ish) Doctors Reboot    | в роли себя                                                                      |
| 2015         | ки  | Lego Dimensions                      | Lego Dimensions                 | далеки, киберлюди, король Киборг                                                 |
| 2017         | ф   | Лего Фильм: Бэтмен                   | The Lego Batman Movie           | далеки                                                                           |
| 2022         | ки  | EVE Online                           | EVE Online                      | далеки                                                                           |